# 愛彼
46°34′49″N 6°12′30″E / 46.58036°N 6.20825°E
愛彼（英文：Audemars Piguet），是瑞士高級钟表品牌、制造商，总部位于瑞士布拉苏斯（Le Brassus）。 公司1875年由朱尔斯·路易斯·奥德莫斯（Jules Louis Audemars）和爱德华·奥古斯蒂·皮捷特（Edward Auguste Piguet）在瑞士的汝拉山谷建立，并一直保持家族式经营。
爱彼是世界上最著名的高端钟表品牌之一。 该品牌依靠1972年推出的“皇家橡树（Royal Oak）”系列腕表在钟表界脱颖而出。 1892年，爱彼制造出了世界上第一款三问报时腕表的机芯，并于1934年推出了世界第一款镂空怀表，还制造出过世界上许多最薄的表款。

## 历史

### 早期历史
朱尔斯·路易斯·奥德莫斯（Jules Louis Audemars）和爱德华·奥古斯蒂·皮捷特（Edward Auguste Piguet）从小便相识，但直到1874年两人20岁出头时才重新熟络起来。 1875年， 23岁的朱尔斯和21岁的爱德华决定开设一家制表作坊，取两人的名字作为品牌名称，也就是爱彼（Audemars Piguet）。 公司选址在布拉苏斯（Le Brassus），是瑞士汝拉山谷中的一个小镇。

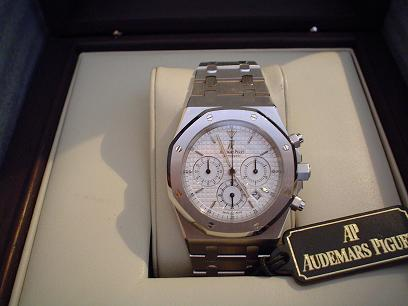
皇家橡树系列腕表

朱尔斯和爱德华均为制表人。朱尔斯擅长制作复杂机芯，而爱德华擅长机芯调整和管理。二人分工明确、配合默契，公司成立后朱尔斯负责技术生产，爱德华负责销售和公司运营。
从1882年开始，愛彼家族始终没有放弃其家族在董事会的股权。第二代传人包括Paul Louis Audemars 和 Paul Edward Piguet, 而第三代传人包括Jacques Louis Audemars 和 Paulette Piguet。

### 近期发展
1970年代，石英危机（quartz crisis）期间，爱彼在世界制表业中地位逐渐上升，特别是在推出皇家橡树系列腕表之后。 截止至2018年，公司现由爱彼家族的第四代传人经营，包括 Jasmine Audemars 和 Olivier Frank Edward Audemars。
爱彼是瑞士钟表业协会（Federation of the Swiss Watch Industry）的主要会员。

## 公司口号
爱彼的一个公司口号是“驾驭常规,铸就创新（To Break the Rules, You Must First Master Them）”。 该口号在2012年推出。

## 钟表制造

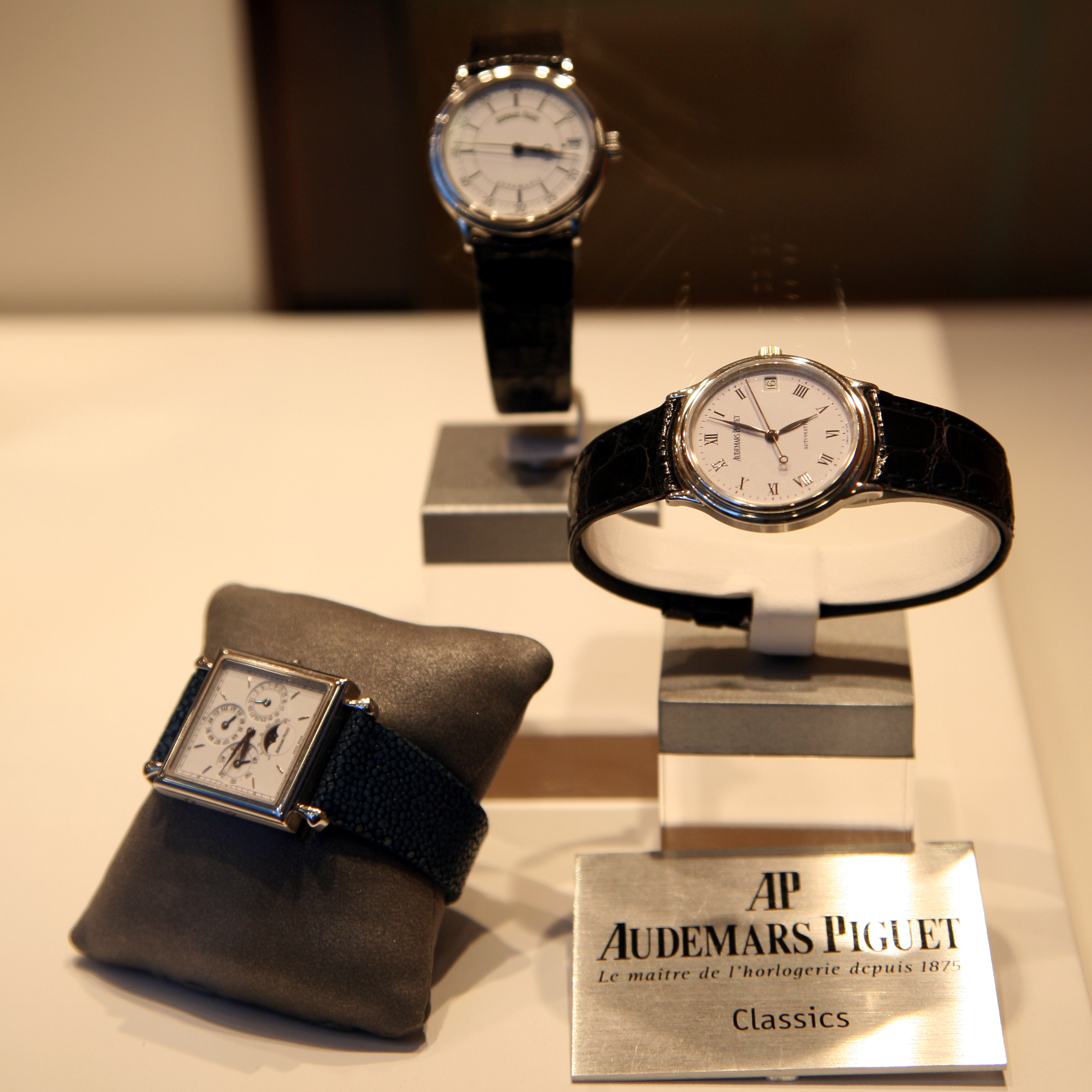
爱彼 Classics 系列

### 重要发明及专利
- 1892年，爱彼制造出了世界上第一款三问报时腕表的机芯、并卖给了欧米伽公司，使得后者的创始人Louis Brandt成功制造出了世界上第一款三问报时腕表。[10][25][26]
- 1899年，制造出了超复杂怀表（Grand Complication）、拥有7项复杂功能，包括三问报时、闹钟、万年历、计时功能等。[27]
- 1921年，推出了世界第一款跳时腕表（jumping-hour）。[27][28]
- 1934年，推出了世界第一款镂空表。[28]
- 1946年，制造出世界上最薄手表。[28]
- 1972年，推出了世界第一款豪华运动手表——皇家橡树。[29]

### 环保评级
2018年12月，世界自然基金会（WWF）发布官方报告，包含对瑞士15个主要钟表及珠宝生产商的环保评级。 其中爱彼连同其它7个生产商（包括百达翡丽、宝玑、劳力士）的评级为最低档（"Latecomers/Non-transparent"），意味着作为钟表生产商爱彼仅采取了非常有限的措施以消除其生产活动对环境及气候变化所造成的影响。
主要的环保隐患有二：1）生产活动的不透明；2）对珍贵原材料的大量开采，主要包括金矿。而后者是造成众多环境问题的重要因素之一，比如水土污染、土壤退化、森林破坏等。 据估计，钟表及珠宝行业每年消耗超过2000吨的黄金，占全球黄金产量的50%以上，而大多数情况下，钟表制造公司不能或不愿意说明其原材料的来源以及原材料供应商是否采用环保的开采方式。

## 著名表款

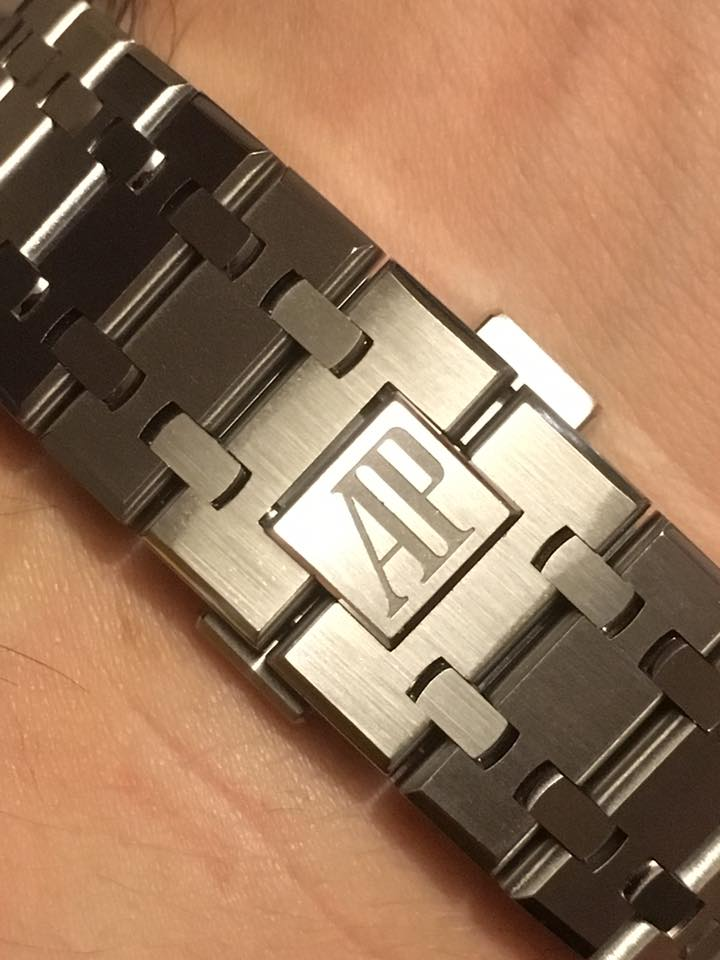
皇家橡树表链

### 皇家橡树
皇家橡树（Royal Oak）系列腕表被誉为爱彼最受欢迎的旗舰产品。 皇家橡树腕表最初由瑞士制表师杰罗·尊达（Gérald Genta）设计，石英危机期间，爱彼在1972年的巴塞尔钟表展（Baseworld）上推出该系列。 而为了纪念皇家橡树推出20年，爱彼于1993年推出了皇家橡树离岸（Royal Oak Offshore）系列腕表。

### 千禧系列
爱彼于1995年推出千禧系列手表（Millenary collection）。表款的特点是让佩戴者能三维立体地观察到手表内部机芯。

### Jules Audemars 系列
该表款以创始人朱尔斯·路易斯·奥德莫斯（Jules Louis Audemars）名字命名，采用较为传统的设计理念，均采用圆形表壳设计。

## 著名客户及佩戴者

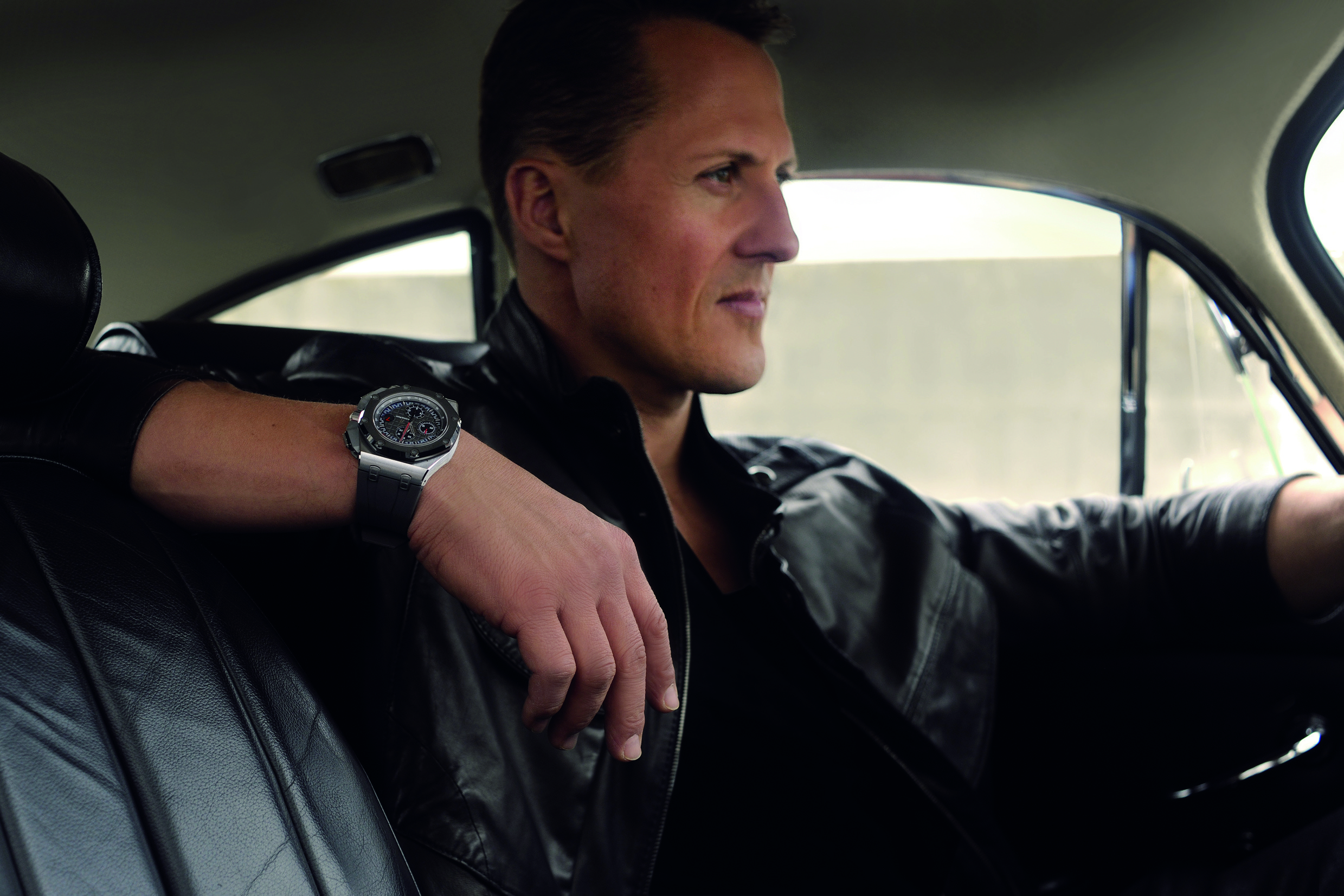
迈克尔·舒马赫和他的皇家橡树离岸计时腕表（Royal Oak Offshore chronograph）

### 运动员
- 诺瓦克·德约科维奇, 塞尔维亚网球运动员（品牌代言人）[43]
- 勒布朗·詹姆斯，美国篮球运动员（品牌代言人）[44]
- 罗伊·麦克罗伊, 北爱尔兰高尔夫球手（品牌代言人）[45]
- 利昂内尔·梅西，阿根廷足球运动员（品牌代言人）[46]
- 迈克尔·舒马赫，德国赛车手（品牌代言人）[47]
- 薩辛·坦都卡，印度板球运动员（品牌代言人）[48]
- 塞雷娜·威廉姆斯，美国网球运动员（品牌代言人）[49]

### 明星
- 汤姆·克鲁斯，美国影星[50][51]
- 凯文·哈特，美国喜剧演员[50][52]
- 金·卡戴珊，美国艺人[53]
- 约翰·梅尔, 美国歌手[54]
- 阿诺·施瓦辛格，美国影星、前加州州长[55]
- 哈里·斯泰尔斯，英国歌手[56]

- 杰斯，美国说唱歌手[57]
- 邰智源，台灣藝人[58]

### 皇室成员
- 胡安·卡洛斯一世，西班牙国王[59][60]
- 费利佩六世，西班牙国王[60]
- 迈克尔王子，英国王子[59][60]
- 穆罕默德-礼萨·巴列维, 伊朗沙阿[61]

## 社会赞助
愛彼从1999年开始每年香港賽馬會冠名赞助女皇盃的赛事。2007年开始赞助克林顿基金，帮助解决其在全球的事务。